# سونیک جنریشنز
سونیک جنریشنز یا نسل‌های سونیک (انگلیسی: Sonic Generations) یک بازی ویدئویی در سبک سکوبازی محصول سال ۲۰۱۱ است که توسط سونیک تیم توسعه داده شد و توسط سگا برای پلی‌استیشن ۳، اکس‌باکس ۳۶۰، نینتندو ۳دی‌اس و مایکروسافت ویندوز انتشار یافت. در این بازی بازیکنان دو شکل مختلف سونیک خارپشت را کنترل می‌کنند: کلاسیک یا مدرن.